# Хімічні індикатори
Хімі́чні індика́тори — речовини, які вносять у невеликій кількості в аналізований розчин, і вони свідчать за ледь помітною ознакою (зміною забарвлення, утворенням осаду, зміною люмінесценції) про закінчення хімічної реакції або зміну концентрації водневих іонів у розчині. Індикатори застосовують найчастіше в об'ємному аналізі для фіксування кінцевої точки титрування.
Індикатори поділяють на внутрішні і зовнішні. Перші вводять до розчину, який аналізують. Реакцію із зовнішніми індикатором проводять поза аналізованою пробою: фільтрувальний папір просочують розчином індикатора і на нього наносять краплю розчину, що аналізують.
Відповідно до класифікації об'ємних методів аналізу розрізняють кислотно-основні, адсорбційні, комплексонометричні (металоіндикатори) і окисно-відновні.